# Église Notre-Dame d'Aures d'Arvieu
L'église Notre-Dame est une église située en France sur la commune d'Arvieu, dans le département de l'Aveyron, en région Occitanie.
Elle fait l'objet d'une inscription au titre des monuments historiques depuis 2004.

## Historique
L'édifice est inscrit au titre des monuments historiques par arrêté du 22 janvier 2004.